# Koprivna (Šodolovci)
Koprivna is een plaats in de gemeente Šodolovci in de Kroatische provincie Osijek-Baranja. De plaats telt 155 inwoners (2001).